# Мазерада сул Пјаве
Мазерада сул Пјаве (итал. Maserada sul Piave) је насеље у Италији у округу Тревизо, региону Венето.
Према процени из 2011. у насељу је живело 4181 становника. Насеље се налази на надморској висини од 32 м.

## Становништво
Према резултатима пописа становништва 2011. у општини је живело 9.293 становника.
| 1951. | 1961. | 1971. | 1981. | 1991. | 2001. | 2011. |
| ----- | ----- | ----- | ----- | ----- | ----- | ----- |
| 5.235 | 5.269 | 5.682 | 6.077 | 6.328 | 7.575 | 9.293 |